# Amedeo Guillet
Pour les articles homonymes, voir Guillet.
 (mars 2016).
Amedeo Guillet, né le 7 février 1909 à Plaisance et mort le 16 juin 2010, dit Comandante Diavolo (Commandant Diable), est un officier et diplomate italien connu pour les actes de courage par lesquels il s'est distingué pendant la guérilla italienne de 1942 en Éthiopie, d'où le surnom de Commandant Diable que lui avaient attribué ses cavaliers Spahis. Après la guerre, il entre au ministère des Affaires extérieures ; il se voit notamment confier successivement les charges d'ambassadeur en Égypte, en Jordanie, au Maroc et en Inde. Il passe les dernières années de sa vie à Rome.

## Biographie

### Parcours militaire
Issu d'une famille noble d'origine piémontaise et capouane, Amedeo Guillet naît à Plaisance le 7 février 1909. Il fréquente l'Académie militaire de Modène, dont il sort en 1931 avec le grade de sous-lieutenant de cavalerie. Pour le service « di prima nomina » il est incorporé au régiment des « Cavaliers de Monferrato ». Il est parmi les premiers officiers de la cavalerie italienne à appliquer rigoureusement la méthode dite « d'équitation naturelle » préconisée par le grand maître Federico Caprilli.
Ses résultats équestres lui valent d’être sélectionné parmi les quatre cavaliers devant constituer l'équipe nationale italienne du concours complet d'équitation aux Jeux olympiques de Berlin, en 1936. Amedeo Guillet brille dans les concours hippiques et en steeple-chase. Il participe deux fois au grand steeple-chase de Rome, dans l’espoir de pouvoir participer aussi au Grand National d'Aintree avec son cheval gris irlandais Riario. Enfin, étant donné sa passion pour l’équitation d’extérieur, il est membre des « Roman Foxhunt » créé en 1836 par Lord Chesterfield.

### La campagne d'Abyssinie (1935-1936)
L’Italie s'engage alors dans la campagne d’Abyssinie. Le lieutenant Guillet choisit de servir son pays et de renoncer aux Jeux Olympiques. Il obtient son transfert en Libye, dans une unité de spahis. Il participe, dès octobre 1935, aux premières manœuvres de la guerre d’Éthiopie, en qualité de commandant d’escadron. Deux mois plus tard, le 24 décembre, il est grièvement blessé à la main gauche au cours de la bataille de Selaclaclà.
Au terme des hostilités, Amedeo Guillet est décoré à Tripoli le 5 mai 1936 par le maréchal Italo Balbo pour sa conduite exemplaire et sa bravoure au combat. Il est, de plus, chargé de l’organisation de la cérémonie équestre lors de la visite de Mussolini à Tripoli le 18 mars 1937, où le Duce se proclame « défenseur de l’Islam », déclarant que l’Italie fasciste voulait apporter la paix, la justice, le bien-être et le respect des lois du Prophète aux musulmans de Libye, d’Éthiopie et du reste du monde.
Sa tâche principale consiste à repérer, puis à dresser des chevaux de parade, dont celui que Mussolini doit monter en arborant le « Sabre de l’Islam ». Cela l'amène à trouver en Allemagne des chevaux de grande taille, dont « Ariosto » un très beau cheval hanovrien alezan. D’abord rapatrié en Italie, ce cheval est ensuite repris par les Allemands pour être finalement capturé par les Américains qui voulaient l’exhiber aux États-Unis
Après les triomphes de Tripoli, il rentre en Italie pour être opéré de la main ; lors de sa convalescence à Naples, il tombe amoureux de sa cousine, Béatrice Gandolfo, qui partage la même passion des chevaux. Il refuse cependant de l'épouser.

### La guerre civile espagnole
En août 1937, Amedeo Guillet, hostile au communisme, accepta de suivre le général Luigi Frusci lors de la guerre civile espagnole. Il s’y distingua dans les batailles de Santander et de Teruel, à la tête de l’unité des chars de la division Fiamme Nere et ensuite à la tête d'un tabor de cavalerie marocaine.
Après une courte période de convalescence en Italie, à la suite de blessures, il est nommé en Libye aux commandes du VIIe escadron Savari.

### La campagne en Afrique Orientale (1937-1940)
Peu avant l'entrée de l'Italie dans la Seconde Guerre mondiale, Guillet est envoyé en Érythrée, où il est nommé commandant du groupe de cavalerie amhara, unité militaire multinationale composée de 1 700 hommes d'origines éthiopienne, érythréenne et yéménite, encadrés par des officiers italiens. L'unité a la taille d'un régiment et aurait dû normalement être commandée par un colonel, alors que Guillet n'était que lieutenant. Le groupe agit en totale autonomie et avec une totale liberté d'action contre l'ennemi qui a infiltré la région nord-ouest de l'Érythrée. La majorité de ses soldats étant arabophones, Guillet décide d’apprendre leur langue. Pour ce faire, il fréquente l’école coranique du village, assis à côté des enfants. La rapidité avec laquelle il maîtrise la langue lui permet ensuite de devenir l'un des meilleurs diplomates italiens dans le monde arabe.
En 1939, au cours d’un combat contre la guérilla dans la région de Dougur Dubà, il force l'ennemi à la confrontation en terrain dégagé. Pendant le combat, son cheval est touché et tué. Guillet se fait apporter un autre cheval, qui est touché à son tour, et continue le combat comme fantassin. Armé d’une mitrailleuse, il tira sur les derniers rebelles encore présents sur le champ de bataille. Pour cette action de bravoure considérée comme « exemple exceptionnel de courage et de mépris du danger » la médaille d'argent de la valeur militaire lui est décernée. Ses soldats indigènes le surnomment « Commandant Diable » convaincus de son immortalité.
Sa renommée se répand rapidement dans toute l'Afrique orientale. On commente tout particulièrement, le style de commandement de ce jeune lieutenant, qui traite les soldats indigènes avec dignité, en leur accordant une grande responsabilité et la possibilité de s’adonner, dans le respect de leur culture, à leurs us et coutumes. Il permet par exemple à ses hommes, suivant la coutume locale, de se faire accompagner par certains membres de leur famille. Amadeo eut lui-même une compagne érythréenne, Kadija (ou Khadija), qui était la fille d'un chef tribal influent, laquelle le suit durant toute la période de son service en Érythrée, et ce au nez et à la barbe du gouverneur italien qui avait formellement interdit, sous peine de sanction carcérale, la naissance de « rapports durables » entre  soldats italiens et femmes indigènes.
Cette méthode est critiquée par d'autres officiers mais aucune désertion n'est signalée dans son unité, ni aucune mésentente entre les soldats indigènes, malgré leur appartenance à différentes ethnies et croyances religieuses. Il garde toujours un comportement respectueux et loyal, de « gentilhomme d'autrefois », tant à l’égard des populations locales avec lesquelles il entre en contact pendant les opérations qu'envers les adversaires capturés.

### La bataille d'Agordat (1941)
Le soir du 20 janvier 1941, alors qu'il rentre au fort de Cheru après une longue et exténuante activité de surveillance du territoire, il reçoit l’ordre de repartir immédiatement vers Agordat, pour affronter les Anglais de la Gazelle Force qui menaçaient d'encercler 15 000 soldats italiens qui s’y repliaient.
Il doit trouver le moyen de retarder d’au moins vingt-quatre heures la manœuvre de l'adversaire et de le forcer à s'arrêter dans la plaine située entre Aicotà et Barentù. À l'aube du 21 janvier, après une manœuvre furtive, il décide de charger l'ennemi en train de contourner le relief du terrain, semant la confusion parmi les rangs anglo-indiens qui ne pouvaient pas tirer au risque de toucher leurs propres troupes. Guillet et ses hommes attaquent, armés seulement d’épées, de pistolets et de grenades à main, aussi bien les fantassins que les colonnes blindées anglaises. Après être passé presque indemne à travers les troupes adverses ébahies, le groupe regagne ses positions initiales pour charger à nouveau.
Ceci permet aux Anglais de se réorganiser. Quelques patrouilles de blindés anglais se mettent notamment en position sur le flanc et à l’arrière du déploiement de Guillet, menaçant ainsi d'encercler le groupe de soldats à cheval. C’est alors que le lieutenant Roberto Togni, commandant adjoint du groupe, effectue une mortelle « charge d'allègement » avec un peloton composé de trente indigènes, afin de permettre au gros de la troupe de se désengager vivant. Les Anglais ouvrirent le feu, fauchant mortellement tous les hommes et les chevaux.
Ce sacrifice permet toutefois au reste des troupes de se désengager. L’objectif est donc atteint, mais les pertes furent lourdes: 800 morts et blessés, sans compter la perte de son grand ami Togni. C'est la dernière charge de cavalerie de l'histoire militaire de l'Afrique.
Guillet participe ensuite aux batailles de Cochen et de Teclesan, à la tête de ce qui restait de son groupe, désormais comme fantassin, jusqu’à la chute d'Asmara le 1er avril 1941.

### La légende duCummandar es Sciaitanet la guérilla d'Amedeo Guillet contre les Anglais (1941)
Asmara ayant été perdue, Guillet comprend que l'unique chance d’aider les troupes italiennes opérant sur le front nord-africain consiste à maintenir le plus possible de troupes britanniques en Érythrée. Le 3 avril 1941, Rome ayant ordonné la reddition de son armée en Éthiopie, il prend la décision de continuer le combat contre les Anglais en Afrique orientale de façon indépendante.
Abandonnant l'uniforme italien et assumant définitivement l'identité de Cummandar es Sciaitan (Commandant Diable), il réunit autour de lui une centaine de ses fidèles soldats indigènes (d’ethnies et confessions différentes : il y avait même des Falashas, c'est-à-dire des Juifs éthiopiens, qui se battirent donc du côté de l'Axe) et mène une guérilla très dure contre les troupes anglaises. Sa légende croît au fur et à mesure que les Anglais déploient – en vain - une imposante « chasse à l'homme », en mettant à ses trousses les meilleurs limiers des services d’espionnage. Une récompense de plus de mille livres d'or est offerte à qui le livrerait aux Anglais, mort ou vivant, mais Guillet n'est jamais trahi, pas même par des chefs de tribus qui étaient précédemment en guerre avec les Italiens. Ceux-ci, au contraire, lui offrent plusieurs fois refuge et assistance. La guérilla du capitaine Guillet coûte cher aux Anglais : en presque huit mois, il pille plusieurs dépôts, convois ferroviaires et avant-postes et fait sauter des ponts et des galeries, rendant ainsi les communications difficiles.
Malgré les entraves occasionnées aux Anglais, vers la fin d'octobre 1941, il se rend compte qu’avec un nombre limité de combattants à ses côtés, l’objectif de sa mission n'est plus réalisable. Au moment de la capture de son cheval gris Sandor par le Major Max Harari de l'intelligence britannique, responsable des activités de recherche de Guillet, il comprend qu'il ne pouvait plus continuer à mener une « guerre privée ». Il contracte par ailleurs la malaria. En plus de ses blessures de combat, il doit subir les crises de fièvre importantes. Il rassemble ce qui reste de sa bande, remercie ses fidèles compagnons en leur assurant que l'Italie aurait su les récompenser loyalement, et prend le maquis.

### La fuite (1941-1943)
Il est accueilli dans la ferme d’un de propriétaires terriens italiens, la Fattoria Rizzi. C’est là-bas qu’il décida de se faire passer pour un Arabe, grâce notamment à sa parfaite connaissance de la langue et au teint foncé de sa peau. Aussi pour être plus crédible il étudia le coran et embrassa la foi musulmane par curiosité intellectuelle d’une part et pour disposer aussi d’un atout supplémentaire pour sa survie. En effet, lorsque les Anglais font une rafle dans son refuge et le tiennent en joue, il continue à se promener paisiblement vers la colline dominant le refuge, tandis qu'un fidèle ami yéménite convainc les soldats anglais qu’en réalité, ils avaient visé un pauvre musulman sourd qui se rendait à la prière.
Ensuite il s'installe à la périphérie de Massaoua où il prend l’identité d'Ahmed Abdallah al Redai, travailleur d'origine yéménite. Afin de rassembler l'argent nécessaire pour s'embarquer vers le Yémen à la faveur de  contacts qu’il avait avec des contrebandiers, il exerce différents métiers pour survivre : docker, gardien de nuit et porteur d’eau. Suivi par Daifallah, son ancien intendant, il tente une première fois de traverser la Mer Rouge sur un sambuque de contrebandiers mais il est détroussé, jeté en mer et se retrouva abandonné dans le désert du sud érythréen.
Après avoir été sauvagement frappé par un groupe de bergers de Dancalie, il est sauvé par un chamelier qui l’accueille longtemps dans sa maison. Celui-ci lui offrit même la possibilité de rester vivre chez lui en prenant sa fille pour épouse. Mais Guillet, désireux de rentrer en Italie, réussit à partir et, une fois encore, à déjouer la surveillance des Anglais car, en se faisant passer pour Yéménite, il se fait même octroyer un laissez-passer pour le Yémen par le gouverneur anglais. La traversée ne pose pas de problème, mais une fois débarqué dans le port d'al-Hodeïda, il est arrêté et mis en prison, suspecté d'être un espion à la solde des Anglais.
Lorsque ceux-ci réussissent enfin à le retrouver, ils demandent au souverain yéménite de l'extrader en révélant la véritable identité d'Amedeo. L’Imam décide d’appeler Amedeo dans son Palais royal et, impressionné par le récit que Guillet lui fait de ses exploits, il refuse l’extradition. Il devient palefrenier de la garde de l'imam Yahiah, roi du Yémen. Celui-ci l'élève au rang de grand maréchal-ferrant de la Cour. Guillet devient responsable et instructeur des gardes à cheval yéménites. Il passe plus d'un an auprès de la cour.

### Le retour en Italie
En juin 1943, malgré l’insistance appuyée de l'Imam pour qu'il reste attaché à la cour, il retourne à Massaoua et trompe une fois encore la vigilance des Anglais. Il réussit à s'embarquer sur un bateau  du convoi de la Croix Rouge italienne, se faisant passer pour un civil italien devenu fou pendant la guerre. Après presque deux mois de navigation, Amedeo Guillet arrive finalement à Rome le 3 septembre 1943.
Promu major pour mérites de guerre, il demanda des fonds, des hommes et des armes pour retourner dans la corne de l'Afrique afin de reprendre la guerre clandestine contre les Alliés. Cependant l'armistice du 8 septembre le surprit à Rome. Il traverse aussitôt, de façon rocambolesque, la ligne Gustave et arrive à Brindisi, où il se met à disposition du Roi. L’armistice rendant toute action inutile, sa connaissance des langues et l'expérience acquise sur le terrain lui permettent d'être affecté au Service de l’information militaire (SIM).
En septembre 1944 il épouse Beatrice Gandolfo à Naples. Il continue de travailler pour le compte des services d’espionnage de la nouvelle armée italienne et accepte, en avril 1945, de devenir agent secret. C’est  dans ce nouvel « habit » qu'il est choisi par les Britanniques pour effectuer quelques  missions à très haut risque sur le territoire italien encore sous occupation des troupes nazies. Il travaille étroitement avec un élève officier du colonel Harari, Victor Dan Segre, qui devint par la suite, non seulement son meilleur ami et son biographe, mais aussi l’organisateur de sa rencontre avec Max Harari, devenu gouverneur de Capri.
C’est dans ce nouveau rôle d’agent secret « britannique » qu’Amedeo réussit à récupérer les couronnes impériales du Négus d’Éthiopie, en les soustrayant furtivement à la Brigade partisane « Garibaldi » qui les avaient confisquées à la République de Salò. Les couronnes sont ensuite rendues au Négus.

### L’après-guerre
À la fin des hostilités, après la chute de la monarchie et la victoire de la République à la suite du référendum de 1946, Guillet, fidèle à son engagement militaire envers la Couronne de Savoie, démissionne de l’armée italienne. Il se présente ensuite chez le roi Humbert II, lui manifestant son intention de quitter le pays. Le Roi lui aurait rappelé que l'Italie et l’indépendance du pays passaient avant la Maison Royale et que son rôle était de continuer à servir sa patrie.
En 1947, après avoir obtenu une licence de sciences politiques, Amedeo Guillet participe avec succès au concours d’entrée dans la carrière diplomatique. En 1950, il est affecté à l'ambassade d'Italie au Caire, en qualité de secrétaire de légation. En 1954 il fut nommé chargé d'affaires au Yémen.
En 1962, il est nommé ambassadeur à Amman, où le roi Hussein de Jordanie prend l’habitude de monter à cheval en sa compagnie.
En 1967 il devient ambassadeur d’Italie au Maroc. Le 10 juillet 1967, une tentative de putsch eut lieu au cours d’une fête royale au palais de Skirat où quelque 400 personnalités se trouvaient conviées. Des mutins tirèrent sur les invités. Le carnage fit une centaine de morts parmi lesquels l’ambassadeur de Belgique, Marcel Dupret. Présent lors du putsch Amedeo, grâce à son expérience militaire, parvint à mettre en sécurité quelques diplomates exposés aux tirs. L’Allemagne le décore ensuite pour son œuvre diplomatique, après qu'il a représenté l’Allemagne pendant la période de rupture des relations diplomatiques avec les pays arabes, lors de la guerre des Six Jours.
Nommé en 1971 ambassadeur d'Italie en Inde, il s’intègre au sein du cercle très restreint des confidents du Premier ministre Indira Gandhi. Il est sollicité pour y donner des leçons d’équitation à l’italienne et instruire la garde montée présidentielle dans cette maîtrise. En 1975, mis à la retraite pour limite d'âge, il achève sa carrière diplomatique.

### Années récentes
En 2000, en compagnie de l'écrivain Sebastian O'Kelly, il retourne en Érythrée visiter les endroits qui l'avaient vu jeune lieutenant, à la tête du Groupe des Bandes Amhara. Il est reçu à Asmara par le président de la République érythréenne avec les pompes et les honneurs réservés aux chefs d'État. Le 20 juin 2000, il devient citoyen d’honneur de la ville de Capoue. Le 2 novembre 2000, le président de la République Carlo Azeglio Ciampi confère à Amedeo Guillet la grande croix des ordres militaires d'Italie, la plus haute décoration militaire italienne.
Pendant cette période il vit en Irlande dans le County Meath où il cultive, malgré son grand âge, sa passion des chevaux. En 2009 à l’occasion de la célébration de son centième anniversaire, une fête est organisée au Palais Barberini de Rome en présence du corps diplomatique, des frères Piero et Raimondo D’Inzeo, médailles olympiques, et d’une large délégation irlandaise ; Mediaset et la RAI lui rendent un hommage appuyé au cours du journal télévisé.
En octobre 2009, il séjourne à nouveau à Rome, auprès de ses deux fils, Alfredo et Paolo. Il meurt le 16 juin 2010 à l'âge de 101 ans.